# Виборчий округ 53
Виборчий округ 53 — виборчий округ в Донецькій області, який внаслідок збройної агресії на сході України тимчасово перебуває під контролем терористичного угруповання «Донецька народна республіка», а тому вибори в ньому не проводяться. В сучасному вигляді був утворений 28 квітня 2012 постановою ЦВК №82 (до цього моменту існувала інша система виборчих округів). Внаслідок подій 2014 року в цьому окрузі вибори були проведені лише один раз, а саме парламентські вибори 28 жовтня 2012. Станом на 2012 рік окружна виборча комісія цього округу розташовувалась в будівлі Єнакіївської міської ради за адресою м. Єнакієве, пл. Леніна, 7.
До складу округу входять міста Єнакієве і Чистякове. Округ складається із двох великих і однієї маленької окремих частин, які не межують між собою. Виборчий округ 53 межує з округом 52 на північному заході, з округом 46 на півночі, з округом 108 і округом 52 на північному сході, з округом 54 на сході, на південному сході і на півдні, з округом 61 на південному сході, з округом 55 на південному заході та з округом 51 на заході. Виборчий округ №53 складається з виборчих дільниць під номерами 140835-140907, 141293 та 141295-141336.

## Народні депутати від округу
| Ім'я                      | Фото | Партія          | Скликання | Дата набуття повноважень | Дата припинення повноважень |
| ------------------------- | ---- | --------------- | --------- | ------------------------ | --------------------------- |
| Литвинов Леонід Федорович |      | Партія регіонів | 7-ме      | 12 грудня 2012           | 27 листопада 2014           |
| Недава Олег Анатолійович  |      | самовисуванець  | 8-ме      | 27 листопада 2014        | 29 серпня 2019              |

## Результати виборів
Кандидати-мажоритарники:
- Литвинов Леонід Федорович (Партія регіонів)
- Стужук Микола Олександрович (Комуністична партія України)
- Волошин Геннадій Якович (УДАР)
- Славгородський Ігор Васильович (Свобода)